# Sandracottus bizonatus
Sandracottus bizonatus (лат.) — вид жуков из семейства плавунцов.

## Описание
Тело жуков широкоовальное, блестящее, длиной 12,5-13 мм. Голова ржаво-красная, задняя часть её блестяще-черная. Чёрная полоса на голове имеет выступ вперед ко лбу. Усики красновато-коричневые, членики тонкие. Пятый членик в 4 раза длиннее своей ширины. Надкрылья ржаво-коричневые с черными рисунком, состоящим из трех широких поперечных полос. Поверхность надкрылий слабо шероховатая с двойной пунктировкой: более мелкой и густой, а также более крупной, но гораздо более редкой. Брюшная сторона темно-коричневая или чёрная. Ноги коричневато-желтые, задние ноги несколько темнее. Отросток переднегруди короткий и широкий, в 1,5 раза длиннее своей ширины, уплощенный, тонко, но отчетливо скульптурированный, задний его край широко закругленный.

## Биология
Населяет лужи вдоль крупных лесных ручьев в первичных тропических лесах, богатые гниющими остатками листьев и веток.

## Распространение
Встречается на индонезийской территории острова Калимантан.